# Uma Casa Portuguesa
Uma Casa Portuguesa é uma das canções mais conhecidas da música portuguesa.
A música é de Artur Fonseca. A letra é de Reinaldo Ferreira e Vasco Matos Sequeira.
A primeira cantora foi Sara Chaves. João Maria Tudela mostrou a Amália Rodrigues que a cantou e celebrizou mundialmente.